# C.O.G.
C.O.G. (neboli Child Of God, tj. Boží dítě) je americký hraný film z roku 2013, který režíroval Kyle Patrick Alvarez podle vlastního scénáře. Film popisuje osudy mladíka ze střední vrstvy, který se rozhodne dobrovolně poznat práci obyčejných lidí na venkově. Film byl natočen podle autobiografické povídky Nacked Davida Sedarise z roku 1997. Snímek měl světovou premiéru na filmovém festivalu Sundance 20. ledna 2013.

## Děj
David, absolvent univerzity Yale, se spolu s kamarádkou Jennifer rozhodnou odjet do Oregonu, aby zde na jablkové farmě poznali opravdový život obyčejných lidí. David cestuje autobusem a po příjezdu si změní jméno na Samuel. Jennifer přijíždí po týdnu, ale odmítne tu zůstat, a cestuje dál se svým novým přítelem. Samuel pracuje nejprve na farmě, později získá místo v továrně na zpracování jablek. Zde se seznamuje s Curlym, který ho chce svést. Samuel proto uteče, ale zjistí, že mu některý z dělníků na farmě ukradl peníze. Nezištně mu pomůže Jon, veterán z války v Zálivu, bývalý alkoholik, který uvěřil v Boha. Samuel mu pomáhá s výrobou hodin, které chce Jon prodat na výročním farmářském trhu. Jon přivede ateistu Samuela mezi farníky a postupně ho přivede na víru. Během trhu Jon téměř nic neprodá. Cestou zpět vysadí Samuela uprostřed polí a ponechá ho téměř bez prostředků, protože zjistí, že Samuel je gay.

## Obsazení
| Jonathan Groff | David / Samuel |
| Denis O'Hare   | Jon            |
| Corey Stoll    | Curly          |
| Dean Stockwell | Hobbs          |
| Casey Wilson   | Martha         |
| Dale Dickey    | Debbie         |